# Werner Kubitza (Politiker, 1919)
Werner Kubitza (* 5. Februar 1919 in Breslau; † 2. November 1995 in Eilat, Israel) war ein deutscher Pädagoge und Politiker (FDP).

## Leben und Beruf
Nach dem Besuch der Volksschule und dem Abitur 1938 an der Oberrealschule in Breslau wurde Kubitza zur Wehrmacht eingezogen. Zum 1. Juni 1937 war er der NSDAP beigetreten (Mitgliedsnummer 3.933.370). Von 1939 bis 1945 nahm er als Soldat der Luftwaffe am Zweiten Weltkrieg teil, zuletzt im Rang eines Leutnants.
Nach dem Kriegsende studierte Kubitza von 1946 bis 1950 Leibeserziehung, Deutsch, Englisch, Religions- und Geistesgeschichte sowie Philosophie an der Universität Erlangen. Sein Studium beendete er 1950 mit dem ersten und 1951 mit dem zweiten Staatsexamen für das höhere Lehramt. Anschließend trat er als Studienrat in den Schuldienst ein, war zunächst in Passau tätig und wechselte 1956 an das Gymnasium in Lohr am Main. Er wurde 1960 zum Studienprofessor ernannt und war seit 1970 als Ministerialrat im Bundesinnenministerium tätig.

## Partei
Kubitza trat 1953 der FDP Bayern bei und war von 1957 bis 1974 Vorsitzender des FDP-Bezirks Unterfranken. Bis 1983 war er 1. Vorsitzender der Bundesarbeitsgemeinschaft liberaler Eltern und Erzieher.

## Abgeordneter
Kubitza war von 1960 bis 1966 und von 1981 bis 1993 Ratsmitglied der Stadt Lohr/Main. Dem Deutschen Bundestag gehörte er von 1961 bis 1969 an. Er war stets über die Landesliste der FDP Bayern ins Parlament eingezogen. Von 1974 bis 1978 war er Mitglied des bayerischen Landtags.